# Tsjechië op de Olympische Winterspelen 2014
Tsjechië is een van de landen die deelneemt aan de Olympische Winterspelen 2014 in Sotsji, Rusland.

## Medailleoverzicht
| Sport       | Olympiër                                                           | Onderdeel              | Medaille |
| ----------- | ------------------------------------------------------------------ | ---------------------- | -------- |
| Schaatsen   | Martina Sáblíková                                                  | 5000 m (v)             | Goud     |
| Snowboarden | Eva Samková                                                        | Snowboardcross         | Goud     |
| Biatlon     | Ondrej Moravec                                                     | Achtervolging          | Zilver   |
| Biatlon     | Gabriela Soukalová                                                 | 12,5 km massastart (v) | Zilver   |
| Biatlon     | Veronika Vítková Gabriela Soukalová Jaroslav Soukup Ondřej Moravec | Estafette (m+v)        | Zilver   |
| Schaatsen   | Martina Sáblíková                                                  | 3000 m (v)             | Zilver   |
| Biatlon     | Jaroslav Soukup                                                    | Sprint                 | Brons    |
| Biatlon     | Ondřej Moravec                                                     | 15 km massastart (m)   | Brons    |

## Deelnemers en resultaten
(m) = mannen, (v) = vrouwen 

### Alpineskiën
| Olympiër            | Onderdeel        | Resultaat | Prestatie                                                           |
| ------------------- | ---------------- | --------- | ------------------------------------------------------------------- |
| Ondřej Bank         | Combinatie (m)   | 7e        | afdaling: 1.53,38 (2e) slalom: 53,46 (16e) totaal: 2.46,84 (+1,64)  |
| Ondřej Bank         | Afdaling (m)     | 20e       | 2.08,24 (+2,01)                                                     |
| Ondřej Bank         | Reuzenslalom (m) | 5e        | 1e run: 1.22,01 (2e) 2e run: 1.24,28 (15e) totaal: 2.46,29 (+1,00)  |
| Ondřej Bank         | Slalom (m)       | DNS       | 1e run: niet gestart                                                |
| Ondřej Bank         | Super G (m)      | 9e        | 1.19,11 (+0,97)                                                     |
| Krystof Kryzl       | Combinatie (m)   | 19e       | afdaling: 1.56,68 (32e) slalom: 53,21 (14e) totaal: 2.49,89 (+4,69) |
| Krystof Kryzl       | Reuzenslalom (m) | DNF-1     | 1e run: niet gefinisht                                              |
| Krystof Kryzl       | Slalom (m)       | DNF-2     | 1e run: 49,63 (32e) 2e run: niet gefinisht                          |
| Filip Trejbal       | Slalom (m)       | DNF-2     | 1e run: 50,80 (38e) 2e run: niet gefinisht                          |
| Martin Vrablik      | Combinatie (m)   | 16e       | afdaling: 1.56,36 (29e) slalom: 51,56 (5e) totaal: 2.47,92 (+2,72)  |
| Martin Vrablik      | Afdaling (m)     | 35e       | 2.11,73 (+5,50)                                                     |
| Martin Vrablik      | Reuzenslalom (m) | 31e       | 1e run: 1.24,83 (33e) 2e run: 1.26,01 (30e) totaal: 2.50,84 (+5,55) |
| Martin Vrablik      | Slalom (m)       | DNF-1     | 1e run: niet gefinisht                                              |
| Martin Vrablik      | Super G (m)      | 33e       | 1.22,01 (+3,87)                                                     |
|                     |                  |           |                                                                     |
| Martina Dubovska    | Reuzenslalom (v) |           |                                                                     |
| Martina Dubovska    | Slalom (v)       |           |                                                                     |
| Klára Křížová       | Combinatie (v)   |           |                                                                     |
| Klára Křížová       | Afdaling (v)     |           |                                                                     |
| Klára Křížová       | Super G (v)      |           |                                                                     |
| Katerina Paulathova | Reuzenslalom (v) |           |                                                                     |
| Katerina Paulathova | Slalom (v)       |           |                                                                     |
| Katerina Paulathova | Super G (v)      |           |                                                                     |
| Šárka Strachová     | Combinatie (v)   |           |                                                                     |
| Šárka Strachová     | Reuzenslalom (v) |           |                                                                     |
| Šárka Strachová     | Slalom (v)       |           |                                                                     |

### Biatlon
Mannen
| Olympiër                                                   | Onderdeel     | Resultaat | Prestatie                         |
| ---------------------------------------------------------- | ------------- | --------- | --------------------------------- |
| Michal Krcmar                                              | Individueel   |           |                                   |
| Tomas Krupcik                                              | Sprint        | 75e       | 27.39,3 (+3.05,8) pen.: 2 (1 + 1) |
| Ondřej Moravec                                             | Individueel   |           |                                   |
| Ondřej Moravec                                             | Sprint        | 8e        | 24.48,1 (+14,6) pen.: 0 (0 + 0)   |
| Ondřej Moravec                                             | Achtervolging |           |                                   |
| Ondřej Moravec                                             | Massastart    |           |                                   |
| Michal Šlesingr                                            | Individueel   |           |                                   |
| Michal Šlesingr                                            | Sprint        | 31e       | 25.51,7 (+1.18,2) pen.: 1 (1 + 0) |
| Michal Šlesingr                                            | Achtervolging |           |                                   |
| Jaroslav Soukup                                            | Individueel   |           |                                   |
| Jaroslav Soukup                                            | Sprint        | Brons     | 24.39,2 (+5,7) pen.: 0 (0 + 0)    |
| Jaroslav Soukup                                            | Achtervolging |           |                                   |
| Jaroslav Soukup                                            | Massastart    |           |                                   |
| Michal Krcmar Jaroslav Soukup Tomas Krupcik Ondřej Moravec | Estafette     |           |                                   |

Vrouwen
| Olympiër                                                           | Onderdeel     | Resultaat | Prestatie |
| ------------------------------------------------------------------ | ------------- | --------- | --------- |
| Jitka Landova                                                      | Individueel   |           |           |
| Jitka Landova                                                      | Sprint        |           |           |
| Jitka Landova                                                      | Achtervolging |           |           |
| Eva Puskarcikova                                                   | Individueel   |           |           |
| Eva Puskarcikova                                                   | Sprint        |           |           |
| Eva Puskarcikova                                                   | Achtervolging |           |           |
| Gabriela Soukalová                                                 | Individueel   |           |           |
| Gabriela Soukalová                                                 | Sprint        |           |           |
| Gabriela Soukalová                                                 | Achtervolging |           |           |
| Gabriela Soukalová                                                 | Massastart    |           |           |
| Veronika Vítková                                                   | Individueel   |           |           |
| Veronika Vítková                                                   | Sprint        |           |           |
| Veronika Vítková                                                   | Achtervolging |           |           |
| Veronika Vítková                                                   | Massastart    |           |           |
| Eva Puskarcikova Gabriela Soukalová Jitka Landova Veronika Vítková | Estafette     |           |           |

Gemengd
| Olympiër                                                           | Onderdeel          | Resultaat | Prestatie |
| ------------------------------------------------------------------ | ------------------ | --------- | --------- |
| Veronika Vítková Gabriela Soukalová Jaroslav Soukup Ondřej Moravec | Gemengde estafette |           |           |

### Bobsleeën
| Olympiër                                           | Onderdeel    | Resultaat | Prestatie |
| -------------------------------------------------- | ------------ | --------- | --------- |
| Jan Vrba Michal Vacek                              | Tweemans (m) |           |           |
| Jan Vrba Dominik Suchy Dominik Dvorak Michal Vacek | Viermans (m) |           |           |

### Freestyleskiën
| Olympiër          | Onderdeel      | Resultaat | Prestatie |
| ----------------- | -------------- | --------- | --------- |
| Tomáš Kraus       | Skicross (m)   |           |           |
| Marek Skala       | Slopestyle (m) |           |           |
|                   |                |           |           |
| Nikola Sudova     | Moguls (v)     |           |           |
| Tereza Vaculikova | Moguls (v)     |           |           |
| Nikol Kucerova    | Skicross (v)   |           |           |
| Andrea Zemanova   | Skicross (v)   |           |           |

### Kunstrijden
| Olympiër          | Onderdeel | Resultaat | Prestatie                                    |
| ----------------- | --------- | --------- | -------------------------------------------- |
| Michal Březina    | Mannen    | 10e       | 233.62 (korte kür: 81.95, vrije kür: 151.67) |
| Tomáš Verner      | Mannen    | 11e       | 232.99 (korte kür: 81.09, vrije kür: 151.90) |
| Elizaveta Ukolova | Vrouwen   | 22e       | 136.42 (korte kür: 51.87, vrije kür: 84.55)  |

### Langlaufen
Mannen
| Olympiër                                         | Onderdeel         | Resultaat | Prestatie |
| ------------------------------------------------ | ----------------- | --------- | --------- |
| Lukáš Bauer                                      | 15 km klassiek    |           |           |
| Lukáš Bauer                                      | 50 km vrije stijl |           |           |
| Martin Jakš                                      | 30 km skiatlon    |           |           |
| Martin Jakš                                      | 50 km vrije stijl |           |           |
| Dusan Kozisek                                    | Sprint            |           |           |
| Jiří Magál                                       | 30 km skiatlon    |           |           |
| Jiří Magál                                       | 50 km vrije stijl |           |           |
| Petr Novak                                       | 30 km skiatlon    |           |           |
| Petr Novak                                       | 50 km vrije stijl |           |           |
| Ales Razym                                       | Sprint            |           |           |
| Martin Jaks Ales Razym                           | Teamsprint        |           |           |
| Ales Razym Lukáš Bauer Martin Jakš Dusan Kozisek | Estafette         |           |           |

Vrouwen
| Olympiër                                                              | Onderdeel         | Resultaat | Prestatie |
| --------------------------------------------------------------------- | ----------------- | --------- | --------- |
| Karolina Grohova                                                      | Sprint            |           |           |
| Klara Moravcova                                                       | 10 km klassiek    |           |           |
| Klara Moravcova                                                       | 15 km skiatlon    |           |           |
| Klara Moravcova                                                       | 30 km vrije stijl |           |           |
| Petra Novakova                                                        | Sprint            |           |           |
| Petra Novakova                                                        | 15 km skiatlon    |           |           |
| Petra Novakova                                                        | 30 km vrije stijl |           |           |
| Eva Vrabcova-Nyvltova                                                 | 10 km klassiek    |           |           |
| Eva Vrabcova-Nyvltova                                                 | 15 km skiatlon    |           |           |
| Eva Vrabcova-Nyvltova                                                 | 30 km vrije stijl |           |           |
| Eva Vrabcova-Nyvltova Karolina Grohova Petra Novakova Klara Moravcova | Estafette         |           |           |

### Noordse combinatie
| Olympiër                                                | Onderdeel                | Resultaat | Prestatie                                                                |
| ------------------------------------------------------- | ------------------------ | --------- | ------------------------------------------------------------------------ |
| Pavel Churavý                                           | Gundersen normale schans | 23e       | schansspringen: 96,5 m - 114,9 p (22e; +1.06) langlaufen: 24.26,1 (27e)  |
| Pavel Churavý                                           | Gundersen grote schans   | 32e       | schansspringen: 123,0 m - 103,6 p (24e; +1.42) langlaufen: 24.10,0 (35e) |
| Miroslav Dvorak                                         | Gundersen normale schans | 29e       | schansspringen: 89,5 m - 101,8 p (44e; +1.59) langlaufen: 23.59,6 (18e)  |
| Miroslav Dvorak                                         | Gundersen grote schans   | 11e       | schansspringen: 125,0 m - 104,2 p (22e; +1.39) langlaufen: 22.21,1 (2e)  |
| Tomas Portyk                                            | Gundersen normale schans | 32e       | schansspringen: 97,5 m - 119,8 p (13e; +0.47) langlaufen: 25.30,2 (36e)  |
| Tomas Portyk                                            | Gundersen grote schans   | 25e       | schansspringen: 128,5 m - 114,4 p (10e; +0.58) langlaufen: 24.01,8 (34e) |
| Tomas Slavik                                            | Gundersen normale schans | 25e       | schansspringen: 94,0 m - 108,1 p (33e; +1.34) langlaufen: 24.09,4 (22e)  |
| Tomas Slavik                                            | Gundersen grote schans   | 29e       | schansspringen: 120,5 m - 101,0 p (26e; +1.52) langlaufen: 23.44,2 (27e) |
| Pavel Churavý Miroslav Dvorak Tomas Portyk Tomas Slavik | Landenwedstrijd          |           |                                                                          |

### Rodelen
| Olympiër                                                | Onderdeel | Resultaat | Prestatie |
| ------------------------------------------------------- | --------- | --------- | --------- |
| Ondrej Hyman                                            | Mannen    |           |           |
| Vendula Kotenova                                        | Vrouwen   |           |           |
| Antonin Broz Lukas Broz                                 | Dubbels   |           |           |
| Vendula Kotenova Ondrej Hyman Antonin Broz / Lukas Broz | Estafette |           |           |

### Schaatsen
| Olympiër          | Onderdeel  | Resultaat | Prestatie |
| ----------------- | ---------- | --------- | --------- |
| Karolína Erbanová | 500 m (v)  |           |           |
| Karolína Erbanová | 1000 m (v) |           |           |
| Karolína Erbanová | 1500 m (v) |           |           |
| Martina Sáblíková | 3000 m (v) |           |           |
| Martina Sáblíková | 5000 m (v) | Goud      | 6.51,54   |

### Schansspringen
| Olympiër                                            | Onderdeel          | Resultaat | Prestatie                                                                  |
| --------------------------------------------------- | ------------------ | --------- | -------------------------------------------------------------------------- |
| Antonín Hájek                                       | Grote schans (m)   |           |                                                                            |
| Lukas Hlava                                         | Normale schans (m) | 46e       | kwalificatie: 25e; 108,7 ptn (92,5 m) finale: 105,7 ptn (91,5 m)           |
| Jakub Janda                                         | Normale schans (m) | 19e       | kwalificatie: 10e; 117,0 ptn (98,5 m) finale: 243,8 ptn (98,5 m en 96,5 m) |
| Jakub Janda                                         | Grote schans (m)   |           |                                                                            |
| Roman Koudelka                                      | Normale schans (m) | 16e       | kwalificatie: 6e; 121,3 ptn (99,5 m) finale: 246,8 ptn (98,5 m en 99,5 m)  |
| Roman Koudelka                                      | Grote schans (m)   |           |                                                                            |
| Jan Matura                                          | Normale schans (m) | 23e       | kwalificatie: 8e; 118,5 ptn (97,0 m) finale: 239,5 ptn (96,5 m en 95,5 m)  |
| Jan Matura                                          | Grote schans (m)   |           |                                                                            |
| Antonin Hajek Jakub Janda Roman Koudelka Jan Matura | Team               |           |                                                                            |

### Shorttrack
| Olympiër         | Onderdeel  | Resultaat | Prestatie |
| ---------------- | ---------- | --------- | --------- |
| Vojtech Loudin   | 1500 m (m) |           |           |
|                  |            |           |           |
| Kateřina Novotná | 1000 m (v) |           |           |
| Kateřina Novotná | 1500 m (v) |           |           |

### Snowboarden
| Olympiër         | Onderdeel                | Resultaat | Prestatie |
| ---------------- | ------------------------ | --------- | --------- |
| David Bakes      | Snowboardcross (m)       |           |           |
| Emil Novak       | Snowboardcross (m)       |           |           |
|                  |                          |           |           |
| Šárka Pančochová | Halfpipe (v)             |           |           |
| Šárka Pančochová | Slopestyle (v)           |           |           |
| Ester Ledecká    | Parallelreuzenslalom (v) |           |           |
| Ester Ledecká    | Parallelslalom (v)       |           |           |
| Eva Samková      | Snowboardcross (v)       |           |           |

### IJshockey
| Olympiër | Onderdeel | Resultaat | Prestatie |
| --- | --------- | --------- | --------- |
| Jakub Kovar Ondrej Pavelec Alexander Salak Marek Zidlicky Radko Gudas Ladislav Smid Tomas Kaberle Michal Barinka Zbynek Michalek Lukas Krajicek Michal Rozsival Milan Michalek Roman Cervenka Martin Hanzal Jiri Novotny Tomas Plekanec Ondrej Palat Patrik Elias David Krejci Michal Frolik Jaromír Jágr Ales Hemsky Jakub Voracek Martin Erat Petr Nedved | Mannen    |           |           |